# 헷지
《헷지》(Over the Hedge)는 2006년에 개봉한 영화이다.

## 줄거리
동굴에서 자고 있는 곰 몰래 과자들을 가져오다가 곰에게 걸려서 훔치기 전에 있던 과자들을 보름달이 뜨는 날까지 다 모아 가져오는 벌을 받는 알제이, 그는 울타리 밖의 공원에 있는 동물들에게 가서 속인 다음, 과자들만 가져오다가 곰을 만나고 나서 다시 친구들을 구출한다. 그 다음 알제이는 공원 안의 동물들의 가족의 일원이 된다.

## 주인공
- RJ(아메리카너구리, 미국: 브루스 윌리스)
- 번(거북이, 미국: 게리 샌들링)
- 해미(다람쥐, 스티브 커렐)
- 오지(윌리엄 샤트너)
- 헤더(미국: 에이브릴 라빈)
- 스텔라(스컹크, 완다 사이크스)
- 빈센트(곰, 닉 놀티)
- 타이거(오미드 다릴리)
- 글래디스 샤프(앨리슨 제니)
- 드웨인 러폰던트(토마스 헤이든 처치)
- 루(유진 레비)
- 페니(캐서린 오하라)

## 한국판 성우진(KBS)
- 김승준 - 너구리 RJ(브루스 윌리스)
- 장승길 - 거북이 번(게리 샌드링)
- 윤세웅 - 해미(스티브 카렐)
- 이윤선 - 루(유진 레비)
- 안경진 - 페니(캐서린 오하라)
- 김옥경 - 스텔라(완다 사이키스)
- 탁원제 - 오지(윌리엄 샤트너)
- 이봉준 - 빈센트(닉 놀테)
- 유지원 - 헤디(에이브릴 라빈)
- 최하나 - 글래디즈(앨리슨 제니)
- 홍진욱 - 타이거(오미드 다릴리)
- 이재용 - 드웨인(토마스 헤이든 처치)
- 김순영 - 벅키(세미 커크패트릭)
- 사성웅 - 스키터(폴 버처)